# Peter Wheeler
Pour les articles homonymes, voir Wheeler.
Pas d'image ? Cliquez ici

a Compétitions nationales et continentales officielles uniquement.

b Matchs officiels uniquement.
Dernière mise à jour le 1 mars 2012.
Peter John Wheeler, né le 26 novembre 1948 à South Norwood dans le Grand Londres, est un joueur de rugby à XV, qui a joué avec l'équipe d'Angleterre de 1975 à 1984 évoluant au poste de talonneur.
Aujourd'hui il est le directeur général de Leicester[Quand ?].

## Biographie

### Carrière de joueur
Il dispute toute sa carrière en club avec les Leicester Tigers. Il obtient sa première cape internationale le 1er février 1975, à l’occasion d’un match contre l'équipe de France et il dispute sa dernière sélection neuf ans plus tard, obtenant 41 capes internationales, dont cinq comme capitaine. Il participe également à la tournée des Lions britanniques en 1977 en Nouvelle-Zélande et en 1980 en Afrique du Sud, disputant sept test-matchs sur l'ensemble des deux tournées.

### Carrière de dirigeant
Il occupe le poste de président de la Fédération anglaise de rugby à XV dans les années 2010, se retirant à l'issue de la saison 2019-2020. 

## Palmarès
- Vainqueur du tournoi 1980 (Grand Chelem).

## Statistiques en équipe nationale
- 41 sélections avec l'équipe d'Angleterre
- Sélections par année : 2 en 1975, 4 en 1976, 4 en 1977, 5 en 1978, 5 en 1979, 4 en 1980, 4 en 1981, 5 en 1982, 4 en 1983, 4 en 1984.
- Tournois des Cinq Nations disputés : 1975, 1976, 1977, 1978, 1979, 1980, 1981, 1982, 1983 et 1984.